# Kunbaracs
Kunbaracs é um município da Hungria, situado no condado de Bács-Kiskun. Tem 55,11 km² de área e sua população em 2015 foi estimada em 617 habitantes.